# Отмщённая ложь
«Отмщённая ложь» (пол. Pomszczona krzywda) - польский чёрно-белый немой художественный кинофильм, снятый Зигмундом Веселовским в 1912 году во Львове (тогда Австро-Венгрия).
Премьера состоялась в 1912 г.

## Сюжет
Фильм повествует о семейном треугольнике. Отличительной чертой кинолент того времени был трагический финал фильма. «Отмщённая ложь» не отличался от них. Семейные разбирательства героев фильма заканчиваются выстрелом из револьвера и помещением главного героя в психиатрическую больницу. События разворачиваются на фоне львовского Стрыйского парка, шумного фабричного двора и салона с гуцульским ковриком и ружьём на стене.

## В ролях
- Кароль Адвентович
- Aniela Sznage
- Анна Зелинска
- Амелия Роттер-Ярнинская
- Мариан Андрусевич